# Johan Winbom
Johan Winbom, född den 9 oktober 1746 i Timmele socken i Västergötland, död den 9 oktober 1826, var en svensk teolog. Han var brorson till Anders Winbom och far till Jonas Arvid Winbom.

## Biografi
Johan Winbom var son till komministern i Timmele socken Jonas Winbom och Ingeborg Greberg. År 1768 började Winbom studera vid universitetet i Uppsala samt blev där magister 1776. Två år senare avlade han teologie kandidatexamen och 1782 teologie licentiatexamen. Sedan han under en följd år utan lön förestått nästan alla professurer vid teologiska fakulteten, utnämndes han 1795 till ordinarie teologie professor samt blev förste teologie professor och domprost i Uppsala 1805. De sista åren av sin levnad var han tjänstfri på grund av försvagad synförmåga. Men Winbom bibehöll förutom det en ovanlig styrka och rörlighet fram till sin död.
Som universitetslärare utmärkte han sig för grundliga kunskaper samt redigt framställningssätt och var för övrigt bekant för sin välgörenhet och sitt patriotiska sinnelag. Sålunda inrättade han 1814 en söndagsskola för hantverkslärlingar i Uppsala, biträdde med stort nit beslutet om inrättandet av en sparbank i samma stad, bidrog med frikostiga gåvor till upprätthållande och utvidgande av Uppsala stads läse- och arbetsskola, lämnade betydliga summor till Upplands och Västgöta nationsbyggnader samt till stipendier för Uppsala katedralskola, Skara gymnasium med mera. 
Winbom var även skicklig botanist och entomolog. Han bevistade 1800 års riksdag, då han var ledamot i bevillnings- och ecklesiastikutskotten.
Johan Winbom ligger begravd på Uppsala gamla kyrkogård.
Han var i sitt första äktenskap 1788 gift med Katarina Afzelius och i sitt andra 1807 med Kristina Hernberg.